# 江苏省红色造反总司令部
江苏省红色造反总司令部，简称省红总或红总，南京“一·二六”夺权后的造反派分裂中，省红总一派被称为红总派或“好派”。

## 历史
1966年8月23日，“南京大学红色造反队”成立。11月1日，南大红色造反队发起成立“江苏省红总”，以及其下属的“江苏省工总”（全称“江苏省工人红色造反总司令部”）。
1967年1月3日，红总及“八·二七”与“赤卫队”在江苏饭店发生大规模武斗，造成一千多人负伤，保守派被打垮，赤卫队迅速瓦解。
1967年1月26日，以省红总为首的南京造反派夺取了省、市委权力，而八·二七派中途退出了夺权。
3月10日，江苏省军事管制委员会成立，江苏军管。3月，南京军区取缔了十几个红总派组织，监禁数百名造反派头头（被称为“三月镇反”）。此后两派对立不断升级，出现大规模暴力冲突。红总派进行反对许世友的活动，八·二七派则成为拥军派。
经过一系列冲突和谈判，1968年3月，江苏省革命委员会成立。9月，红代会、工代会、农代会正式兼并了一切群众组织。